# Pseudepipona excellens
Pseudepipona excellens är en stekelart som först beskrevs av Pérez.  Pseudepipona excellens ingår i släktet Pseudepipona och familjen Eumenidae. Inga underarter finns listade i Catalogue of Life.